# (38788) 2000 RW45
2000 RW45 (asteroide 38788) é um asteroide da cintura principal. Possui uma excentricidade de 0.23230830 e uma inclinação de 6.02926º.
Este asteroide foi descoberto no dia 3 de setembro de 2000 por LINEAR em Socorro.